# 슈반덴역
슈반덴역(독일어: Bahnhof Schwanden)은 스위스 글라루스주 글라루스 쥐드 시의 철도역이다. 베젠-린탈 철도 노선의 중간 정류장이며, 슈반덴 마을에 서비스를 제공한다. 1905년과 1969년 사이에 역은 제른프강의 계곡을 따라 엘름까지 이어지는 미터궤 트램웨이인 제른프탈 트램웨이의 종점이었으며 같은 경로에서 제른프탈 버스 서비스의 전신이었다.
이 역은 취리히와 린탈 사이의 취리히 S-반 서비스 S25에 의해 제공된다. 라퍼스빌에서 출발하는 장크트갈렌 S-반 서비스 S6의 종점이기도 하다. 두 서비스 모두 시간당 한 번 운행되며, 결합하여 치겔브뤼케와 슈반덴 사이를 시간당 두 대의 열차로 운행한다.

## 운행편
2020년 12월 시간표 변경에 따라 다음 철도 서비스가 슈반덴에서 정차한다.
- 장크트갈렌 S-반 S6 : 라퍼스빌까지 매시간 운행.
- 취리히 S-반 S25 : 취리히 중앙과 린탈 사이를 매시간 운행한다.

역은 제른프탈 버스 회사에서 운영하는 여러 연결 버스 노선의 종점이기도 하다.
- 제른프강의 계곡을 따라 글라루스까지 매시간 운행
- 슈벤디까지 매시간 운행
- 하루에 여러 번 왕복 하는 Sool 서비스
- 가리히티제(Garichtisee)로 가는 공중 트램웨이와 연결하기 위해 하루에 여러 번 왕복하는 여름 전용 서비스이다.